# Baghpat
Baghpat là một thành phố và là nơi đặt ban đô thị (municipal board) của quận Baghpat thuộc bang Uttar Pradesh, Ấn Độ.

## Địa lý
Baghpat có vị trí 28°57′B 77°13′Đ / 28,95°B 77,22°Đ Nó có độ cao trung bình là 223 mét (731 foot).

## Nhân khẩu
Theo điều tra dân số năm 2001 của Ấn Độ, Baghpat có dân số 36.365 người. Phái nam chiếm 53% tổng số dân và phái nữ chiếm 47%. Baghpat có tỷ lệ 46% biết đọc biết viết, thấp hơn tỷ lệ trung bình toàn quốc là 59,5%: tỷ lệ cho phái nam là 54%, và tỷ lệ cho phái nữ là 38%. Tại Baghpat, 20% dân số nhỏ hơn 6 tuổi.